# Abraham Lincoln-brigaden

Flaggan som 1st batallion of the Abraham Lincoln Brigade hade

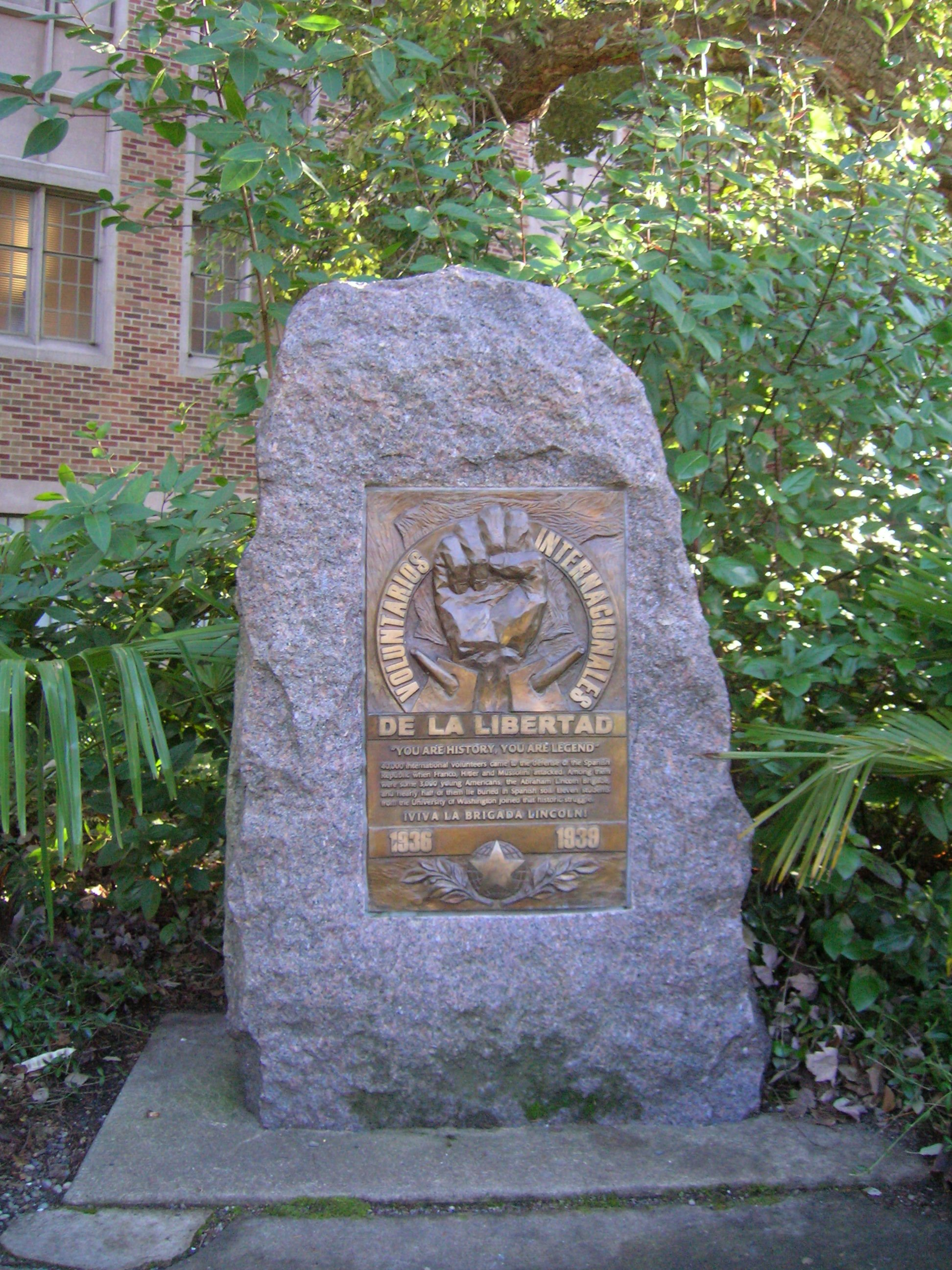
Monument vid University of Washington

Abraham Lincoln-brigaden eller  The Abraham Lincoln Brigade var en grupp volontärer från USA som tjänstgjorde under spanska inbördeskriget i de internationella brigaderna och som kämpade för den spanska republiken, mot Franco-regimen.
Det fanns flera organisationer, som Mackenzie-Papineau bataljonen, John Browns luftvärnsbatteri och andra som tillsammans ibland buntas ihop med Abraham Lincoln-brigaden. De flesta som anslöt sig till brigaden var socialister, kommunister eller anarkister.

## Historia
Amerikanska frivilliga började organiseras och anlända till Spanien 1936. De samlades från början i staden Figueres, nära franska gränsen, brigaden blev stridsduglig 1937 och tränades av Robert Hale Merriman. De hade problem, led av dålig utbildning och odugliga ledare eftersom ledarna tillsatts på politiska grunder. Från 96 volontärer 1936 till cirka 450 medlemmar 1937, så ökade de snabbt. Men i USA kom 16 påstådda kommunister och medlöpare att åtalas för att ha rekryterat frivilliga till Abraham Lincoln-brigaden. Detta försvårade tillväxten.
Bataljonen deltog i flera drabbningar. Av de ca 3 000 som deltog i bataljonen under konflikten, dödades mer än en tredjedel. Många som kom undan med livet i behåll hade problem för livet. Andra deltog senare som frivilliga på den allierade sidan under andra världskriget. Ett sådant exempel är brigadchefen Milton Wolff som blev frivillig 1940 för det brittiska Special Operations Executive. Inom den amerikanska krigsmakten gavs order om att de inte skulle ges alltför framskjutande positioner.

## Etymologi
Abraham Lincoln-brigaden uppnådde aldrig den avsedda brigadstorleken, en brigad bestod då av fyra till sex bataljoner.